# Chùa Thiên Ấn

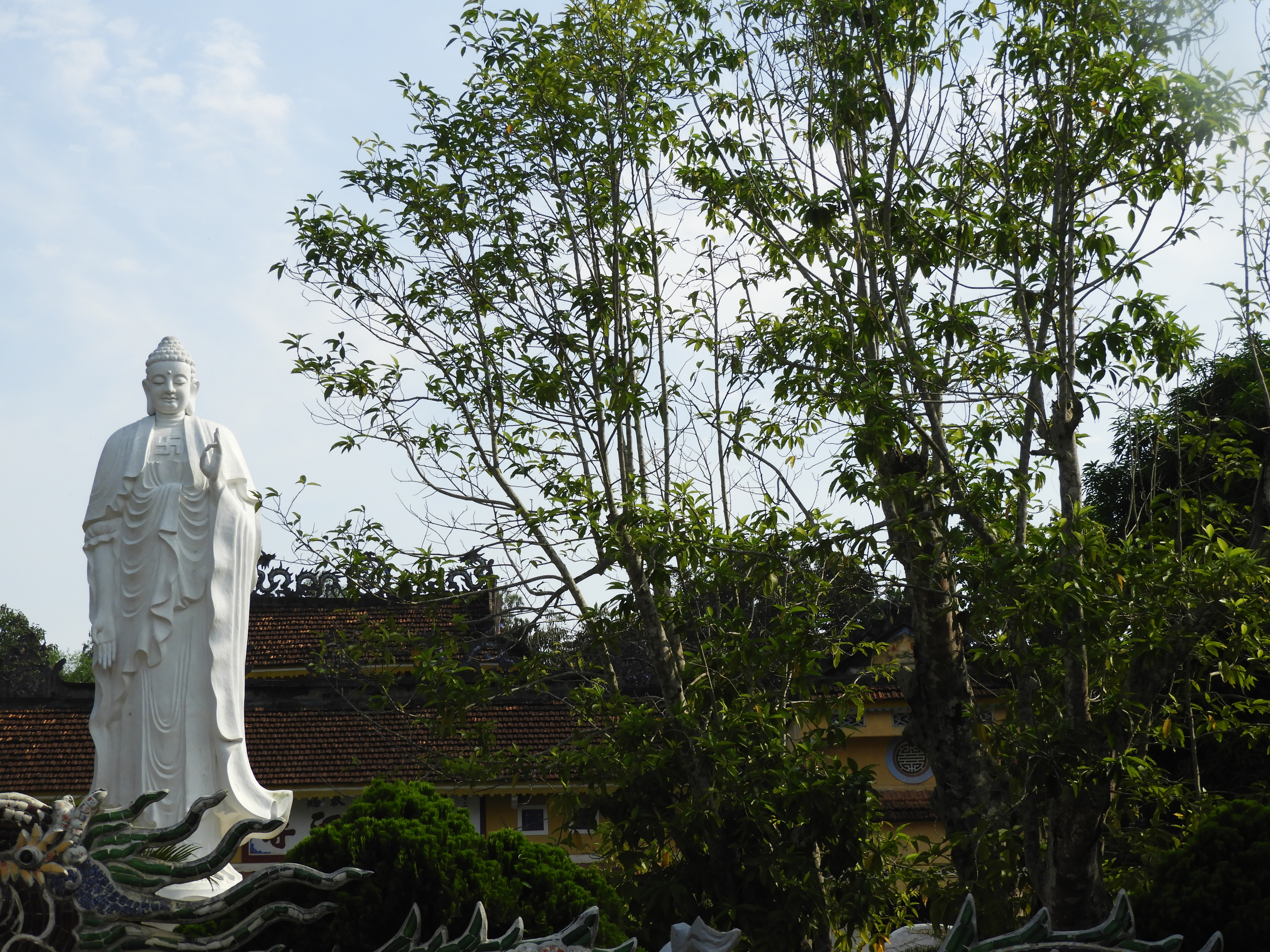
Cảnh chùa Thiên Ấn

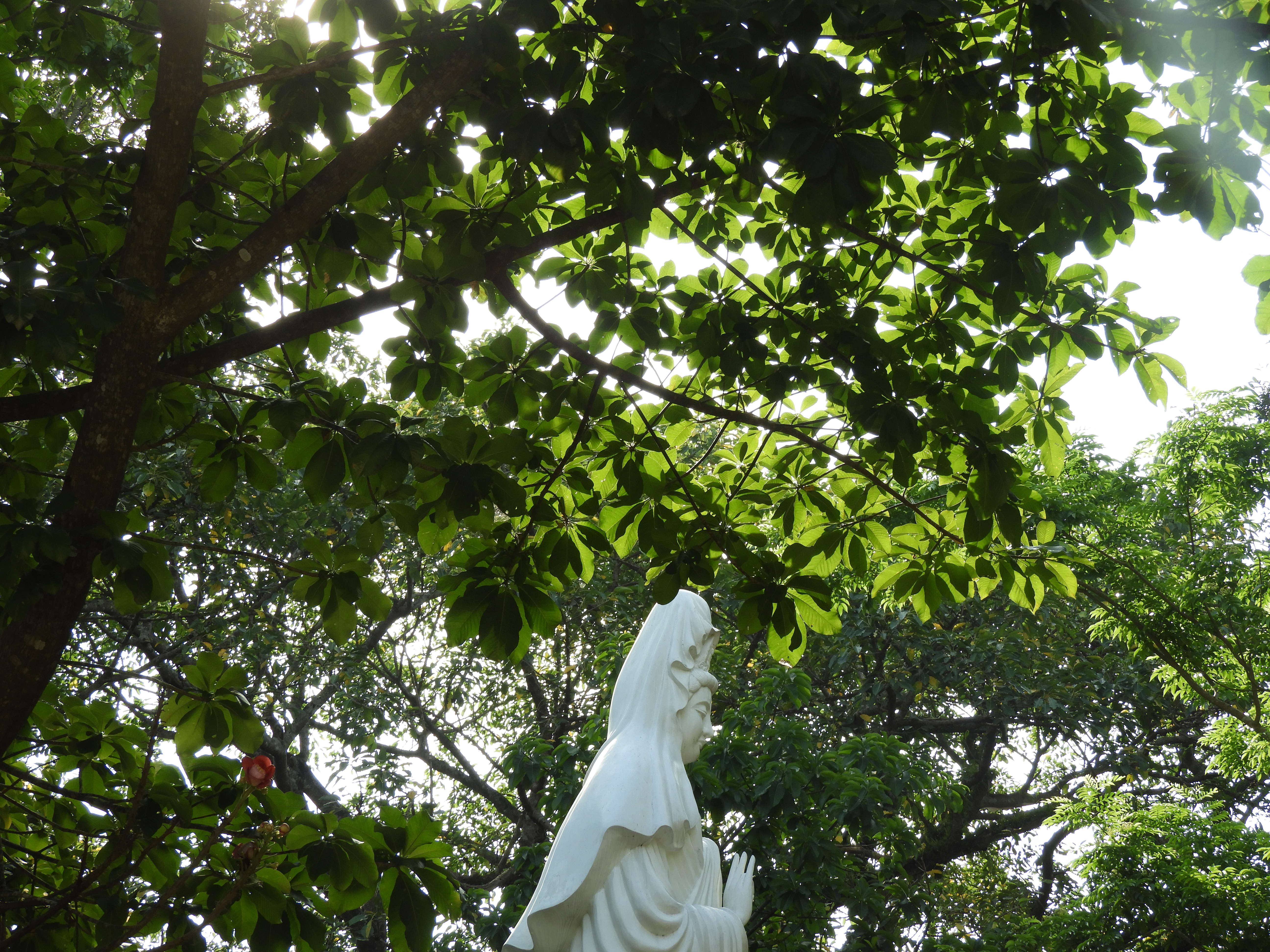
Đức Quán Thế Âm Bồ Tát

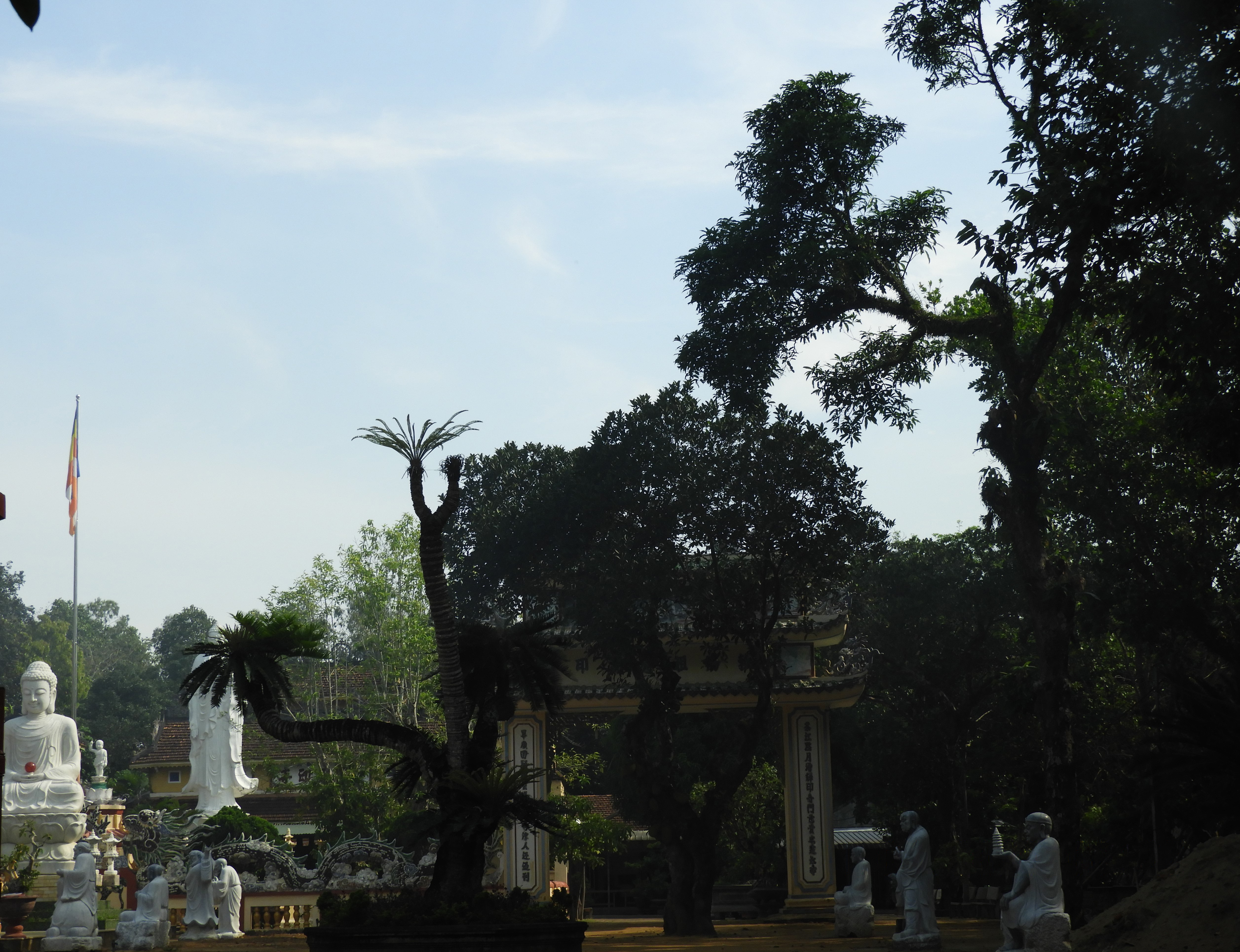
Ảo mờ Thiên Ấn

Chùa Thiên Ấn là một ngôi chùa tọa lạc trên đỉnh núi Thiên Ấn cao, đỉnh bằng phẳng, được xây dựng vào cuối thế kỷ XVII và cùng với khu viên mộ, lăng mộ hình tháp. Chùa Thiên Ấn được xếp hạng Di tích lịch sử cấp quốc gia năm 1990.

## Lịch sử

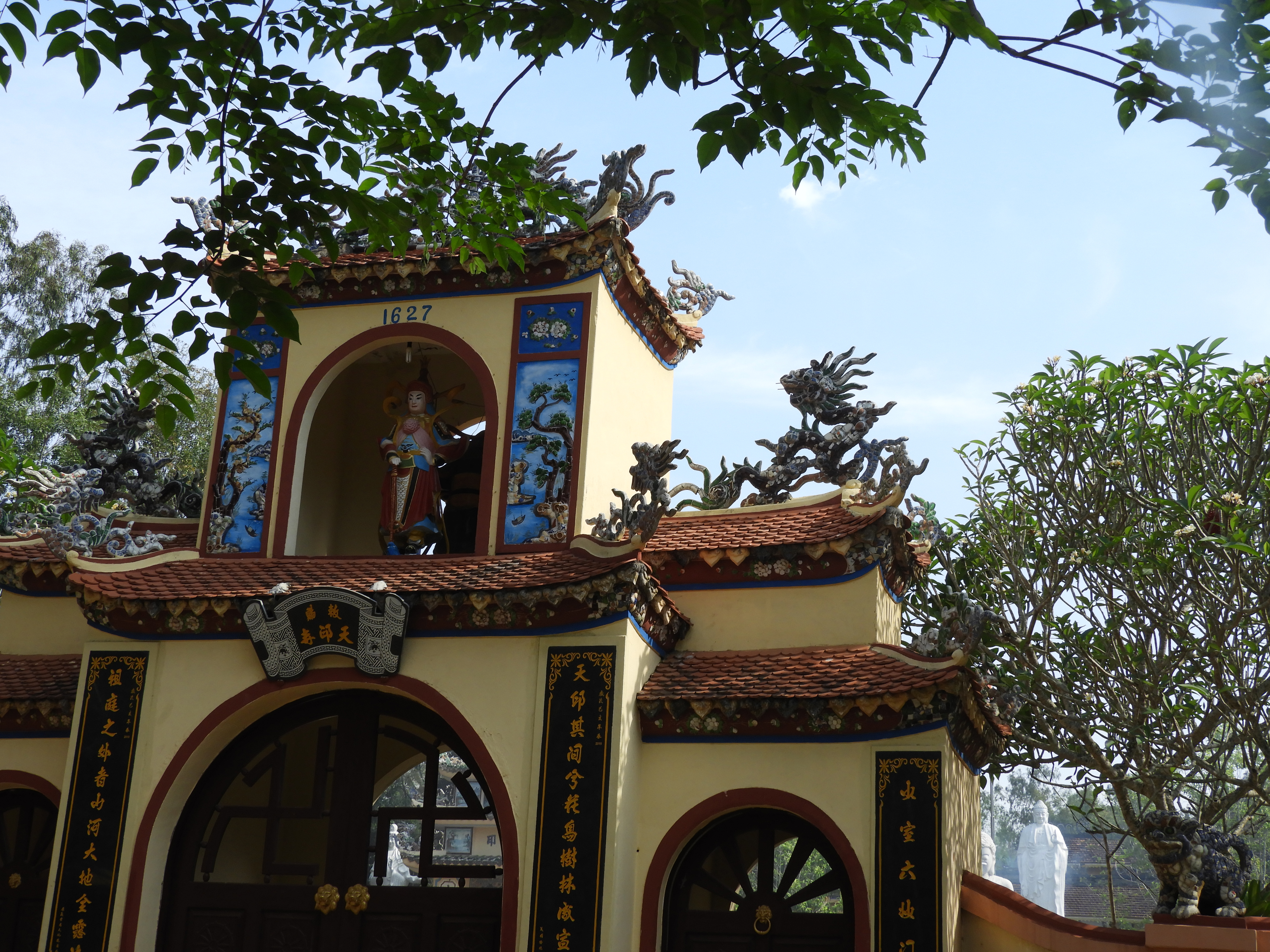
Theo Đại đức Thích Đông Hoàng, đang ở chùa Thiên Ấn, thì năm 1627 là đúng vì sử niên lúc khai sơ mù mờ (hỏi ngày 21/4/2020).

Chùa Thiên Ấn được khởi công xây dựng vào năm 1694 và hoàn thành vào cuối năm 1695 (năm Chính Hòa thứ 15), đời Lê Huy Tông (chúa Nguyễn Phúc Chu đàng trong). Theo Đại đức Thích Đông Hoàng, đang ở chùa Thiên Ấn, thì chùa khai sơn năm 1627. Năm 1627 được tạc tại cổng chùa Thiên Ấn. Tổ khai sơn chùa là Thiền sư Pháp Hóa (1670 - 1754), tục danh Lê Diệt, hiệu Minh Hải Phật Bảo, gốc người tỉnh Phúc Kiến, Trung Hoa, trụ trì tại tổ đình 41 năm, viên tịch giờ ngọ ngày 17 tháng 01 năm Giáp Tuất, thọ 84 tuổi, thuộc dòng thiên Lâm Tế. Lúc đầu chùa chỉ là một thảo am tĩnh mịch, sau được dần trùng tu mở rộng thu hút được nhiều tăng ni phật tử và trở nên nổi tiếng.
Năm Vĩnh Thịnh thứ 11 (1717, đời vua Lê Dụ Tông), chúa Nguyễn Phúc Chu, là một người rất sùng đạo Phật, đã ban cho nhà chùa biển ngạch Sắc Tứ Thiên Ấn Tự. Tấm biển này sau đó bị hư hại và được thiền sư Hoàng Phúc tái tạo vào năm 1946.
Thiên Ấn tự được khai sơn từ năm 1716 đến nay. Từ năm 1695 đến nay (1995), trải qua 300 năm chùa đã có 15 đời sư trụ trì, trong đó có 6 vị được suy tôn là sư tổ, gọi chung là lục tổ. Chùa cũng trải qua 5 lần trùng tu vào các năm 1717, 1827, 1910, 1918, 1959. Hòa thượng Thích Huyền Đạt, vị sư trụ trì gần nhất cũng đã viên tịch ngày 1 tháng 12 năm Quý Dậu (1 - 1994) thọ hơn 80 tuổi.
So với các ngôi chùa cổ trong nam ngoài bắc, kể cả chùa Ông Thu Xà, chùa không nổi bật lắm về kiến trúc nội thất, trừ nhà phương trượng được xây dựng theo kiến trúc nhà rường, vốn là bộ khung mua lại của đình làng Phú Nhơn (đình làng này nằm trong thành Phú Nhơn - thành Quảng Ngãi đầu tiên được các chúa Nguyễn xây dựng tại làng Phú Nhơn nay là thị trấn Sơn Tịnh, huyện Sơn Tịnh về sau vua Gia Long đã dời về làng Chánh Mông nay thuộc địa phận thành phố Quảng Ngãi). Bù lại, chùa được xây dựng ở một vị trí có một không hai, đó là đỉnh đồi Thiên Ấn, một thế đất thiêng trong tâm tưởng người dân Quảng Ngãi.
Không những đông đảo tăng ni phật tử toàn tỉnh tôn xưng ngôi vị tổ đình mà đối với người dân, ngôi chùa này có sự gắn bó bền chặt trong tâm linh, tình cảm, thể hiện qua các giai thoại như Giếng Phật, chuông Thần và nhiều câu ca dao sâu nặng nghĩa tình được truyền miệng từ đời này qua đời khác.
Khu viên mộ, nơi an táng của các vị sư tổ và các thiền sư trụ trì, nằm tiếp phía đông Thiên Ấn tự, những ngôi bữu tháp được xây dựng nhiều tầng theo số lẽ (5,7,9)và tượng hình hoa sen. Bên trong tháp là nơi chôn giữ di hài, phía ngoài là bia ghi công đức, gắn liền với thân tháp. Chính khu viên mộ này là nơi gìn giữ bảo thân của 6 vị thiền sư nổi tiếng, kế tục trụ trì chùa Thiên Ấn, gìn giữ, mở rộng ngôi chùa cũng như mang giáo lý từ bi, hỉ xả các Đức Phật đến đông đảo tín đồ trong tỉnh.
Các sách về lịch sử Phật giáo Việt Nam, khi đề cập đến sự phát triển của dòng thiên Lâm tế ở Đàng Trong từ thế kỷ XVII về sau, đều đánh giá các vị là những bậc chân tu uyên thâm về Phật học và nổi tiếng về đức độ.
Những năm gần đây, với sự ủng hộ về vật chất của các tăng ni, phật tử trong và ngoài nước, chùa Thiên Ấn đã tổ chức trùng tu và xây mới các hạng mục phật giáo như: vườn cây Lâm tì ni (vườn thượng uyển), bảo tháp 9 tầng, tượng phật bồ tát...

## Đặc Điểm
Ngày 04 tháng 03 năm 1961, tỉnh hộ phật giáo làm lễ khánh thành dưới sự chứng minh của Hòa thượng Pháp chủ toàn quốc Thích Tịnh Khiết.
Năm 1995, tổ đình có dựng tượng Quan Thế Âm Bồ Tát bằng Kaolin trắng do Phật tử Quảng Ngãi từ miền nam về cúng đường.
Hằng năm, tổ đình cử hành 2 ngày lễ lớn: 15.7 âm lịch: Lễ Vu Lan, ngày 15.4 âm lịch: Lễ Phật Đản
Những ngày kỵ:
1. Tổ đệ nhất: 17.1 âm lịch
2. Tổ đệ nhị: 1.11 âm lịch
3. Tổ đệ tam: 30.6 âm lịch
4. Tổ đệ tứ: 1.3 âm lịch
5. Tổ đệ ngũ: 18.12 âm lịch
6. Tổ đệ lục: 13.2 âm lịch

## Giá trị văn hóa

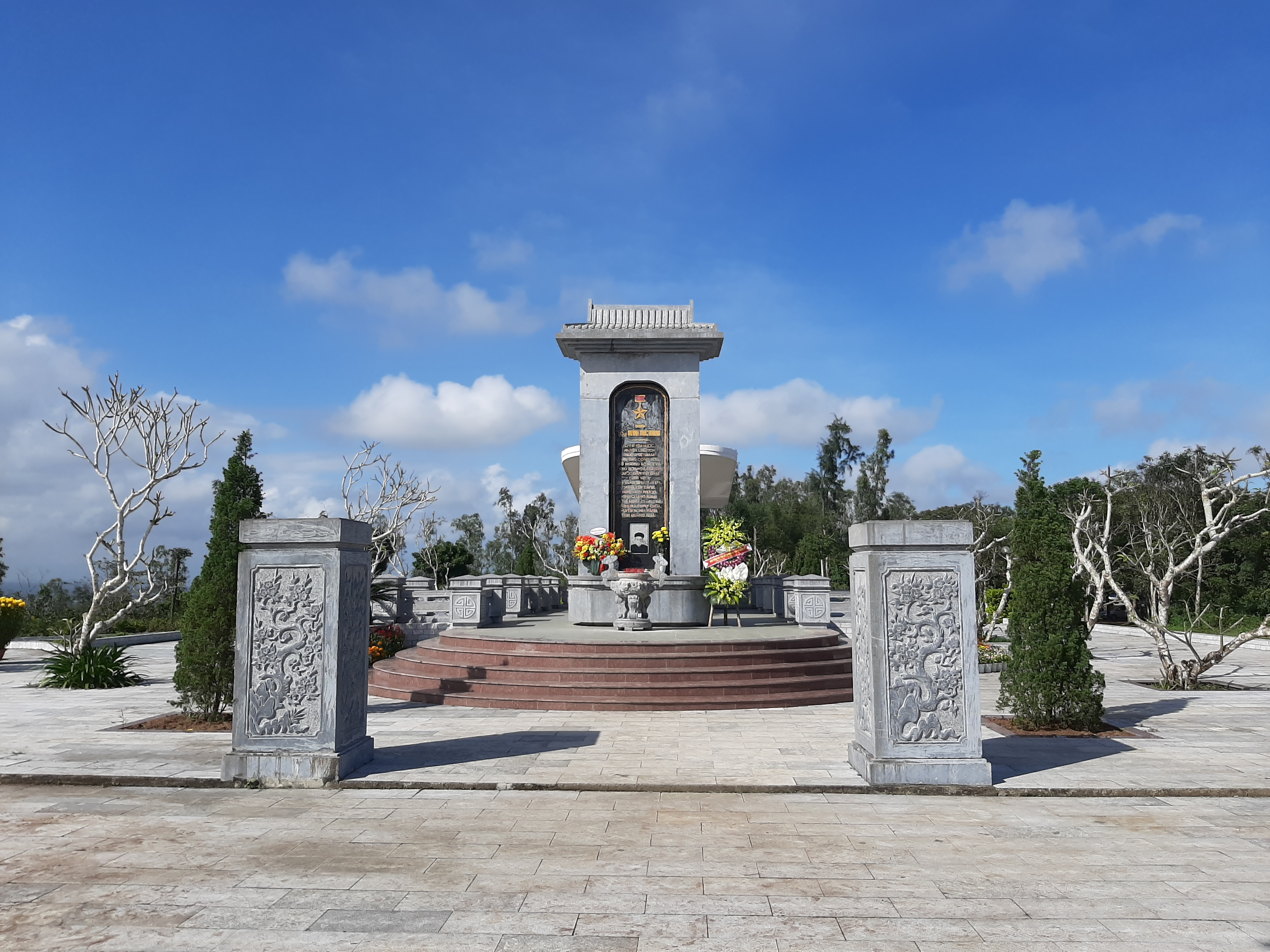
Mộ Huỳnh Thúc Kháng trên núi Ấn, Quảng Ngãi

Chùa Thiên Ấn và mộ cụ Huỳnh Thúc Kháng trên núi Thiên Ấn là một thể liên hoàn gắn bó chặt chẽ với nhau. Đặc biệt, cổng tam quan, cổng điện Thiên Ấn và phần mộ cụ Huỳnh đều quay mặt nhìn về phía nam nơi dòng sông Trà Khúc bình lặng trôi và thành phố trẻ Quảng Ngãi đang đổi thay từng ngày. Chùa Thiên Ấn nằm trên trục du lịch đặc sắc nhất tỉnh : Núi Thiên Ấn - Thành cổ Châu Sa - Khu di tích Trương Định - Chứng tích Sơn Mỹ - Khu du lịch biển Mỹ Khê. Thắng cảnh núi Thiên Ấn và mộ cụ Huỳnh Thúc Kháng đã được được Bộ Văn hóa - Thể thao và Du lịch xếp hạng và cấp bằng di tích cấp quốc gia đầu năm 1990.
Chùa Thiên Ấn và sông Trà Khúc cũng là nguồn cảm hứng cho nhạc sĩ Anh Bằng trong nhạc phẩm "Thiên Ấn tự" và "Sông Trà Khúc" thuộc dòng tân nhạc Việt Nam.

## Ghi Chú
1. 1 2  "'Chuông thần, giếng Phật' trong chùa 300 năm". VnExpress. ngày 27 tháng 1 năm 2020. Truy cập ngày 7 tháng 2 năm 2023.
2. ↑  Từ năm 1695 đến 1717, tổ đình được xây cất quy mô. Thời kỳ giao tranh giữa Chúa Nguyễn và Tây Sơn, tổ đình bị hư nát. Đời Gia Long, tổ Bảo Ấn sửa chữa lại
3. ↑  Năm Duy Tân (1910), tổ Hoằng Phúc trùng tu tiếp, xây tam quan Thiên Ấn Tự thay cho cổng chùa khai sơn
4. ↑  Năm 1918, chùa lại bị hỏa hoạn, trùng tu 3 đợt nhưng bị hư nát trong cuộc chiến tranh kháng Pháp (1946 - 1954)
5. ↑  Ngày 06 tháng 08 năm 1959, tỉnh hội phật giáo Quảng Ngãi khởi công trùng tu chánh điện 2000 m², nhà Tổ, 2 miếu Sơn Thần, 2 nhà đông tây, thành chữ khẩu, bao quanh là sân rộng, phía trước có 2 lầu để chuông trống
6. ↑  Ông thầy đào giếng trên non. Đến khi có nước không còn tăm hơi
7. ↑  Bao giờ núi Ấn hết tranh. Sông Trà hết nước anh đành xa em
8. ↑  Kỷ niệm về nhạc sĩ Anh Bằng. Houston, TX: Văn đàn Đồng Tâm, 2009. Tr 275.